# 辛普森维尔 (南卡罗来纳州)
辛普森维尔（英文：Simpsonville），是美国南卡罗来纳州下属的一座城市。城市类型是“City”。其面积大约为1.31平方英里（3.39平方公里）。根据2010年美国人口普查，该市有人口18,238人，人口密度约为每平方 英里13,922.14人（约合每平方公里5375.55人）。